# Écomusée de l'Avesnois à Fourmies
L'écomusée de l'avesnois est constitué de deux sites installés dans un patrimoine industriel d'exception.
- Le musée du textile et de la vie sociale à Fourmies : il occupe une filature de laine peignée de 1863 avec sa machine à vapeur ainsi qu’un impressionnant parc de machines en fonctionnement. Un parcours muséographique plonge le visiteur dans la vie quotidienne du monde ouvrier à la fin du 19ème.
- l'atelier-musée du verre à Trélon : Dans une ancienne verrerie de 1823, l’atelier-musée du verre à Trélon présente une collection de machines, outils et productions verrières.  Le savoir-faire y est préservé par les démonstrations de soufflages permanents, les ateliers et les résidences de designer.

## Historique
- 1980 : Le 13 juin 1980 a eu lieu la première assemblée générale constitutive de l'Ecomusée (site de Fourmies). Le musée situé à Fourmies est installé dans les bâtiments d'une ancienne filature (Prouvost-Masurel) qui a fonctionné de 1874 à 1978 dans un lieu-dit « En dessous des moulins ». Sur une surface de 2 500 m² sont rassemblés les éléments les plus significatifs de l'industrie du textile. Le musée est réparti en deux sections l'une sur le textile (de sa fabrication, de la laine brute du mouton au produit fini, à son entretien et l'autre sur l'aspect de la vie sociale de la région au début du XIXe siècle.
- 1983 : Les sites de Sains-du-Nord et Trélon ouvrent leurs portes.
- 1990 : L'Écomusée reçoit le Prix européen du musée de l'année.
- 2019 : l'écomusée de l'avesnois devient un EPCC (établissement public de coopération culturelle) inscrivant ainsi ses missions dans la durée.

## Collections
On y trouve un grand nombre de petites machines de filature textile.

## Visiteurs[1]
- 2006 : juillet, 3 119 visiteurs ; août : 5 309 visiteurs.
- 2007 : juillet, 3 235 visiteurs ; août : 4 869 visiteurs.
- 2008 : juillet, 5 239 visiteurs ; août : 7 757 visiteurs.